# Gesneria longiflora
Gesneria longiflora là một loài thực vật có hoa trong họ Tai voi. Loài này được (Lindl.) Baill. mô tả khoa học đầu tiên năm 1888.